# NGC 625
NGC 625 ist eine Balkenspiralgalaxie vom Hubble-Typ SBm im Sternbild Phönix, welche etwa 14 Millionen Lichtjahre von der Milchstraße entfernt ist.
Das Objekt wurde am 2. September 1826 von dem schottischen Astronomen James Dunlop entdeckt.